# Норвежско-украинские отношения
Норвежско-украинские отношения — совокупность международных двусторонних отношений между Украиной и Королевством Норвегия, а также сотрудничества обеих стран в международных организациях и других международных институтах.

## История отношений
Норманны участвовали в формировании первого Киевского государства (в скандинавских сагах — Гардарики). В VIII—XIX веках скандинавское население — шведы, норвежцы и датчане назывались норманнами. В знаменитой хронике Нестора «Повесть временных лет» под 862 годом содержится поэтическая легенда о старейшинах славянских племен, которые приглашали варягов прийти на Русь и стать ее правителями.
И не было у них правды, и встал род на род, и были усобицы у них, и воевать они стали между собою. И сказали они: «Поищем сами себе князя, который бы владел нами и советовал по соглашению, по праву».

Ушли они за море к варягам, к движению. Ибо так звали тех варягов — русь, как одни называются свеями, а другие — норманнами, англами, другие — готами, — так и эти. Сказали движении чудь, словены, кривичи и все: «Земля наша большая и щедрая всем, а порядка в ней нет. Идите-ка княжить и владеть нами».
Легенда рассказывает о трех братьях — Рюрике, Синеусе и Труворе, которые взяли свои роды и начали править в славянских городах Ладога, Белоозеро и Изборск. От этих варягов, по словам летописца, получила название Русская земля. Позже, два года спустя, младшие братья умерли, и вся власть над северными восточнославянскими племенами славян и кривичей была сосредоточена в руках Рюрика. Историки давно пришли к выводу о мифическом характере братьев Рюрика. Тем не менее нет никаких сомнений в том, что Рюрик действительно существовал, и, как говорит летопись, он пришел на Русь со своими родственниками и женой. Таким образом, согласно «Повести временных лет», Рюрик стал основателем княжеской династии на Руси.
Известно, что дружины варягов, русские князья использовали для участия в военных походах. Такая военная помощь была необходима в основном для внешних военных походов Киевской Руси (например, походы Олега, Игоря и Владимира на Византию; война Ярослава Мудрого с печенегами), но варяги также использовались для выяснения отношений между князьями в междоусобной борьбе. Кроме того, тексты договоров 907, 911 и 944 годов между Русью и Византией свидетельствуют, что среди послов были люди со скандинавскими именами. Скандинавы на Руси были не только наемными воинами, но и дипломатами.
В источниках истории Киевской Руси есть много свидетельств об участии датчан и шведов в Русско-скандинавских средневековых связях. Есть факты отношений между Киевской Русью и Норвегией, хотя они и менее многочисленны. Примером этого являются археологические находки серебряных монет в Несе, которые чеканились в Киевской Руси во времена Владимира и Ярослава.
Одним из самых известных фактов того времени — женитьба дочери Ярослава Мудрого Елизаветы с норвежским принцем, а впоследствии и будущим королем Норвегии (1045—1066) Гаральдом III Суровым..

## Признание Норвегией независимости Украины и установление дипломатических отношений
Норвегия признала независимость Украины 24 декабря 1991 Дипломатические отношения между Украиной и Королевством Норвегия установлены 5 февраля 1992 Посольство Королевства Норвегия в Украине было открыто в Киеве в 1992 году. В октябре 2001 г. в Осло создано Дипломатическое представительство Украины в Королевстве Норвегия, которое в сентябре 2004 г. было преобразовано в Посольство Украины в этом государстве.

## Политический диалог
Политический диалог с Норвегией развивается на всех уровнях. С момента установления дипломатических отношений между нашими государствами состоялись такие взаимные визиты и встречи на высоком политическом уровне: визит в Украину Министра иностранных дел Норвегии Т. Г. Столтенберга (февраль 1992 г.), визит в Норвегию Министра иностранных дел Украины Г. Удовенко (март 1996 г.), визит в Украину Министра иностранных дел Норвегии Т. Ягланда (ноябрь 2000), визит в Норвегию Министра иностранных дел Украины К. Грищенко (июнь 2004 г.), визит Вице-премьер-министра Украины по европейской интеграции О. Рыбачука в Норвегию (31 мая — 2 июня 2005 г.), официальный визит в Украину Министра иностранных дел Норвегии Й. Г. Стере (30-31 мая 2006 г.), и ряд двусторонних контактов на высоком уровне в рамках международных форумов 2009—2010 годов.
На парламентском уровне состоялись первые визиты в Украину делегации Стортинга во главе с его Президентом К. К. Грендаль (май 1999 г.) и Президентом Т. Ягланд в 2009 г. в Норвегию — делегации Верховной Рады Украины во главе с ее Председателем В. Литвином (февраль 2003 г.), группы депутатов ВРУ в течение 2009—2010 годов.
Политический диалог поддерживается также в форме регулярных консультаций между МИД обоих государств и взаимодействия между нашими государствами в международных организациях — ООН, ЮНЕСКО, Совете Европы, ОБСЕ, ВТО и других.
По многим вопросам украинско-норвежских двусторонних отношений, а также международной повестки дня украинская и норвежская стороны проявляют свою взаимную заинтересованность и близость в подходах и оценках, в частности в вопросах дальнейшего развития демократических и рыночных реформ в Украине, полнейшего использования потенциала обеих стран, укрепление роли ООН в обеспечении международной безопасности, партнерства и сотрудничества с ЕС и т. д.
Норвегия благосклонно относится и неоднократно подтверждала свою последовательную поддержку курса Украины на европейскую интеграцию.

## Торгово-экономическое сотрудничество
Активно развивается торгово-экономическое сотрудничество. Анализ статистических данных свидетельствует о стабильной тенденции к росту объемов двусторонней торговли между Украиной и Норвегией в среднем на 30 % за последние годы, кроме 2009 года (учитывая мировой финансовый кризис). Основными товарными позициями экспорта из Украины являются плавучие морские и речные средства (45,9 %), черные металлы и изделия из них (32,4 %), продукты неорганической химии (17,5 %), транспортное оборудование, древесина и древесные изделия. Основные статьи импорта из Норвегии в Украину: рыба и морепродукты (около 80 % структуры норвежского экспорта), никель и изделия из никеля, электрические машины и оборудование, электротехническое оборудование и приборы, фармацевтическая продукция..
Норвегия занимает 33-е место среди 125 стран-инвесторов по объемам прямых инвестиций в Украину. В 2010 году в Украине действовало 33 предприятия с норвежским капиталом. Более двух третей норвежских инвестиций осуществляются в отрасль связи (71,2 млн долл. США). Кроме того, объектами инвестиций являются недвижимость, издательское дело, сельское хозяйство и т. д.
С 2008 г. в Осло действует Норвежско-украинская торгово-промышленная палата, в которую входят 33 субъекта предпринимательской деятельности. Палата способствует расширению сотрудничества между Украиной и Норвегией в сфере торговли и промышленных технологий, предоставляет информационные услуги по оценке экономической ситуации в Норвегии и Украине, занимается организацией различных мероприятий и конференций с целью распространения информации о торговых и инвестиционных возможностях в Украине. Стать членами торгово-промышленной палаты могут как частные компании, так и компании государственного сектора, заинтересованные в сотрудничестве между промышленниками Норвегии и Украины.

## Гуманитарное сотрудничество
Более слабо развивается сотрудничество в культурной и гуманитарной сферах. Здесь до сих пор отсутствует необходимая договорно-правовая база. Это связано с тем, что хотя правительство Норвегии и поощряет в принципиальном плане сотрудничество страны в гуманитарной сфере с другими государствами, вопросы практической реализации такого сотрудничества передаются на усмотрение его непосредственных участников — учреждений культуры, образования, соответствующих общественных организаций и т. д. В подавляющем большинстве случаев такие заведения достаточно небольшие и нередко сталкиваются с проблемами финансового обеспечения своей деятельности. Это, безусловно, оказывает негативное влияние на развитие их двустороннего сотрудничества в соответствующих сферах с иностранными организациями, в том числе и с украинскими.
Норвегия также помогает решать проблему, связанную с социальной адаптацией военнослужащих, уволенных в запас из Вооруженных Сил Украины. Свидетельством этого является проект «Украина-Норвегия» — «Профессиональная переподготовка уволенных в запас кадровых военнослужащих Вооруженных Сил Украины и других силовых структур, членов их семей и содействие их трудоустройству», реализуемая с 2003 года Международным фондом социальной адаптации в Украине при содействии Королевства. За десять лет своего существования, проект стал одним из самых масштабных международных проектов на территории Украины. Услугами проекта воспользовалось около 5000 военнослужащих и членов их семей.
Участниками проекта стали ведущие университеты Украины и общественные организации ветеранов Вооруженных Сил Украины . В период 2003—2007 годов проект финансировался Министерством обороны Норвегии, а с 2008 года — Министерством иностранных дел Норвегии. Постоянным партнером проекта остается Университет Нурланда (г. Будо, Норвегия). Долгосрочная цель проекта: уменьшение влияния негативных социальных последствий экономических реформ и реформ оборонного сектора Украины для уволенных в запас кадровых военнослужащих и членов их семей и содействие развитию сотрудничества между двумя странами.
С 2014 года в Украине действует Украинско-скандинавский центр, целью которого является содействие развитию отношений между Украиной и странами Скандинавии (в том числе Норвегии) в культурной, образовательной и социальной сферах. В частности, в 2016 году украинско-скандинавский центр совместно с ЧНУ провел первую украино-норвежскую летнюю школу, в которую были вовлечены 30 студентов из Норвегии и Украины.